# Santiago Cortès Forteza
Santiago Cortès Forteza (12 d'abril de 1948, Inca) és un periodista i prevere impulsor de l'Associació de la Premsa Forana de Mallorca molt vinculat a la premsa, cultura i història de la ciutat d'Inca.

## Biografia
Fou ordenat prevere l'any 1973 a Inca passant com a vicari a Muro, Sant Josep Obrer (Palma), rector de Biniamar, Andratx, Lloret, arxiprest de Sencelles i rector solidari de Mancor, Moscari, Biniamar, Campanet i Selva. L'any 2001 s'incorporà com Auxiliar de l'Arxiu Diocesà i el 2002 començà al Monestir de Sant Bartomeu compartint-lo com a rector també a la parròquia de Sant Pere de Búger fins al 2015. També és capellà solidari de l'Hospital comarcal d'Inca.
Fou membre fundador de les revistes Nova joventut a Inca (1970) i de N'Alí a Andratx (1986). El 1978 impulsà la creació de l'Associació de la Premsa Forana de Mallorca, de la qual fou president fins 1984, temps en el que també va ser assessor del President del Govern Balear per a la premsa forana. Com a prevere fou membre de l'Oficina de Mitjans de Comunicació del Bisbat de Mallorca.
De la revista Dijous d'Inca en fou membre del Consell de redacció, redactor en cap i subdirector.
Seguint les passes de mossèn Pere Joan Llabrés, quan fou nomenat capellà del Monestir de Sant Bartomeu pogué conèixer més a fons el patrimoni historicoartístic del convent i juntament amb un equip de professionals, dugué a terme una important tasca de catalogació i divulgació.
Fou coordinador de les Jornades d'Estudis Locals d'Inca, les primeres que es varen dur a terme a Mallorca.
EL 2009 va rebre el premi Dijous Bo de les Arts, les Ciències i la Cultura per la seva total dedicació a la cultura local.
L'any 2010 s'innaugurà el Museu del calçat i de la pell a Inca, del qual en fou un dels principals promotors i gestor al seus inicis.
Actualment, és vicepresident de la Junta de Govern de la Societat Arqueològica Lul·liana.

## Obres publicades
A més de col·laborar escrivint articles a diferents revistes (Perlas y Cuevas, Dijous) i participar en les jornades d'Estudis Locals d'Inca i Manacor, ha publicat les següents obres, entre altresː
- Somni trencat (1971)
- Rai, poemes (1975)
- Maria, mare corredemptora (1979)
- Petita història de cent anys de premsa a Inca (1983)
- Bon dia (1990)
- Inventari de l'arxiu municipal de Lloret (1993)
- 70 anys d'història de Lloret de Vistalegre, 1924-1994. Ed. Molinos (1995)
- Mossèn Sebastia Garcias Palou. Pere Fiol i Tornila i Santiago Cortès Forteza. Galeria de fills il·lustres, Ajuntament d'Inca (2017)
- 1921, inquers viatgers. Edició a cura d'Àngela Beltran Cortès i Santiago Cortès. Editorial Ximbellí (2018)